# Joven Europa

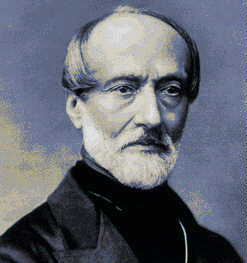
Giuseppe Mazzini (1805-1872).

La Joven Europa fue una organización política fundada en Berna (Suiza) por Giuseppe Mazzini en 1834 a semejanza de la Joven Italia que había creado tres años antes. Constituye el primer antecedente del federalismo europeo.

## Historia
Tras haber pasado varias semanas en una cárcel piamontesa por su pertenencia a los sociedad secreta de los carbonarios, Giuseppe Mazzini marchó al exilio a Marsella donde fundó en 1831 junto con otros refugiados de los Estados italianos una organización nacionalista que llamó La Giovine Italia (La Joven Italia) y cuyo objetivo era la unificación de Italia bajo la forma de gobierno de una república democrática. La organización se extendió rápidamente por todos los estados italianos, pero las dos insurrecciones que intentó se saldaron con un rotundo fracaso. La primera tuvo lugar en 1833 en Turín y Génova —de los 67 detenidos 12 fueron condenados y fusilados— y la segunda al año siguiente y consistió en una «invasión» del norte de Italia desde Suiza, donde se encontraba Mazzini.
Ese mismo año de 1834 Mazzini decidió crear en Berna junto con exiliados alemanes y polacos una nueva organización de ámbito europeo siguiendo el modelo La Joven Italia y que se llamó La Joven Europa. Aunque su trascendencia política fue escasa, revelaba el ideal mazziniano de converger hacia una Europa unida a partir de la recuperación de la soberanía de los pueblos que la componían. Como explicó a un diario suizo su concepción del nacionalismo estaba indisolublemente unida a los valores democráticos.
La organización tuvo una vida muy corta porque Mazzini fue obligado por las autoridades a abandonar Suiza y marchó a Londres, donde iba a pasar la mayor parte del resto de su vida.
Sobre La Joven Europa el historiador norteamericano Denis Mack Smith ha escrito lo siguiente:

En la primavera de 1834, mientras se encontraba en Berna, Mazzini y una docena de refugiados de Italia, Polonia y Alemania fundaron una nueva asociación con el nombre grandioso de La Joven Europa. Su idea básica y grandiosa era que, así como la Revolución Francesa de 1789 había expandido el concepto de libertad individual, ahora era preciso otra revolución para conseguir la libertad nacional; y su visión iba aún más allá porque él tenía la esperanza de que en un futuro no muy lejano las naciones libres se asociarian formando alguna forma de una especie de Europa federal para regular sus intereses comunes. [...] Su intención no era otra que modificar el orden de Europa que había sido acordado en el Congreso de Viena en 1815, que había restablecido una hegemonía opresora de unas pocas potencioas y bloqueado la emergencia de naciones más pequeñas. [...] Mazzini esperaba, aunque sin demasiado convencimiento, que durante su vida pudiera ver concretada su visión de una asociación naciones independientes. En la práctica La Joven Europa no poseía ni fondos monetarios ni apoyo popular que le garantizaran más que una breve existencia. Aun así él siempre permaneció fiel a un ideal de un continente unido para el cual la creación de naciones individuales era un paso preliminar indispensable.